# Kalenić (Ub)
Kalenić (Servisch cyrillisch Каленић) is een plaats in de Servische gemeente Ub. De plaats telt 888 inwoners (2002).